# Krajići
Krajići (wł. Craici) – wieś w Chorwacji, w żupanii istryjskiej, w gminie Oprtalj. W 2011 roku liczyła 12 mieszkańców.